# Gästgivars
Gästgivars là một trang trại Thụy Điển nằm ở Bollnäs, Hälsingland. Nó là một trong bảy trang trại cổ thuộc Nhà nông thôn Hälsingland được UNESCO công nhận là Di sản thế giới vào năm 2012.